# Kadra Zapasowa Piechoty Szczakowa
Kadra Zapasowa Piechoty Szczakowa (KZP Szczakowa) – pododdział piechoty Wojska Polskiego II RP.
1 stycznia 1939 dotychczasowy Baon Zapasowy 11 Pułku Piechoty w Szczakowej został przemianowany na Kadrę Zapasową Piechoty Szczakowa, która podlegała dowódcy 11 Pułku Piechoty w Tarnowskich Górach. Wprowadzona zmiana polegała jedynie na zmianie nazwy i przyjęciu nowej organizacji. Zadania mobilizacyjne z małymi wyjątkami pozostały bez zmian.
Kadra dysponowała skromną obsadą pokojową (dwóch oficerów i kilku podoficerów). Dla formowanych przez siebie jednostek kadra musiała otrzymać zawiązki stanu czynnego. W marcu 1939 komendantem kadry był ppłk piech. Jerzy Boski, a jego zastępcą kpt. piech. Kazimierz Adolf Sobalski.

## Mobilizacja
Kadra była jednostką mobilizującą piechoty. Zgodnie z planem mobilizacyjnym „W” komendant kadry był odpowiedzialny za przygotowanie mobilizacji szeregowych, koni i środków przewozowych oraz za wykonanie zarządzeń dowódcy 11 pp dotyczących mobilizacji materiałowej. Kadra sformowała siedem pododdziałów piechoty, taborów i służby intendentury dla 23 i 55 Dywizji Piechoty oraz dwa pododdziały marszowe dla dowódcy OK V:
w mobilizacji alarmowej, w grupie jednostek oznaczonych kolorem niebieskim:
- II rzut batalionu piechoty typ spec, nr 57 dla 55 DP[a],
- kompania km plot. typ B nr 59,
- kompania asystencyjna nr 153 dla 23 DP,
- park intendentury nr 503 dla 23 DP,
- kolumna taborowa parokonna nr 517 dla 23 DP,
- kolumna taborowa parokonna nr 518 dla 23 DP,

w mobilizacji alarmowej, w grupie jednostek oznaczonych kolorem żółtym:
- dowództwo 203 pułku piechoty z pododdziałami specjalnymi[b] dla 55 DP,

w I rzucie mobilizacji powszechnej:
- batalion marszowy 11 pp,
- kompania marszowa batalionu km spec. nr I[c][6][7].

Po zakończeniu mobilizacji KZP Szczakowa miała przejść do Ośrodka Zapasowego 23 DP i ulec likwidacji.
Do maja 1939 Kadra miała mobilizować także Ośrodek Zapasowy 23 DP w Szczakowej.